# Andreas Granerud Buskum
Andreas Granerud Buskum (* 5. Juni 1996) ist ein norwegischer Skispringer.

## Werdegang
Am 28. Januar 2007 stellte Buskum als Junior auf dem Smebybakken, einer K20 Schanze in Dokka, den geltenden Rekord von 23 Metern auf.
Am 27. und 28. Juli 2013 startete Buskum zum ersten Mal im Rahmen von zwei Wettbewerben in Szczyrk im FIS Cup, wo er die Plätze 70 und 41 belegte. In den nächsten zwei Jahren folgten vier weitere Starts im FIS Cups, bis er am 24. und 25. Januar 2015 in Planica schließlich im Continental Cup debütierte, wo er den 58. und 47. Platz erreichte. Seitdem startet Buskum regelmäßig im Continental Cup. Im Dezember 2016 erreichte er mit zwei 16. Plätzen in Vikersund seine ersten Continental-Cup-Punkte.
Im März 2018 versuchte Buskum im Rahmen der Raw Air 2018, als Teil der norwegischen nationalen Gruppe bei den Wettbewerben in Oslo und Lillehammer sein Debüt im Skisprung-Weltcup zu geben, beide Male überstand er mit den Plätzen 58 und 57 jedoch nicht die Qualifikation. In der Gesamtwertung belegte er mit 193,2 Punkten den 72. Platz.
In der Continental-Cup-Saison 2018/19 erreichte Buskum mit einem zweiten Platz in Klingenthal am 6. Januar 2019 seinem ersten Podestplatz im Continental Cup. Drei Wochen später holte er mit einem zweiten und dritten Platz bei den Wettbewerben in Planica zwei weitere Continental-Cup-Podestplatzierungen.
Am 27. Juli 2019 gab Buskum sein Grand-Prix-Debüt von der Adlerschanze in Hinterzarten, wo er direkt die Punkteränge erreichte.

## Erfolge

### Continental-Cup-Siege im Einzel
| Nr. | Datum              | Ort  | Typ           |
| --- | ------------------ | ---- | ------------- |
| 1.  | 18. September 2021 | Oslo | Normalschanze |

## Statistik

### Weltcup-Platzierungen
| Saison  | Platz | Punkte |
| ------- | ----- | ------ |
| 2019/20 | 64.   | 006    |

### Grand-Prix-Platzierungen
| Saison | Platz | Punkte |
| ------ | ----- | ------ |
| 2019   | 042.  | 039    |
| 2021   | 081.  | 004    |

### Continental-Cup-Platzierungen
| Saison  | Platz | Punkte |
| ------- | ----- | ------ |
| 2016/17 | 100.  | 059    |
| 2017/18 | 067.  | 093    |
| 2018/19 | 013.  | 723    |
| 2019/20 | 009.  | 667    |
| 2020/21 | 050.  | 063    |
| 2021/22 | 041.  | 234    |